# Briot
Briot är en kommun i departementet Oise i regionen Hauts-de-France i norra Frankrike. Kommunen ligger i kantonen Grandvilliers som tillhör arrondissementet Beauvais. År 2022 hade Briot 297 invånare.

## Befolkningsutveckling
Antalet invånare i kommunen Briot
| Referens: INSEE |